# Silnik elektryczny ruchu ekonomicznego

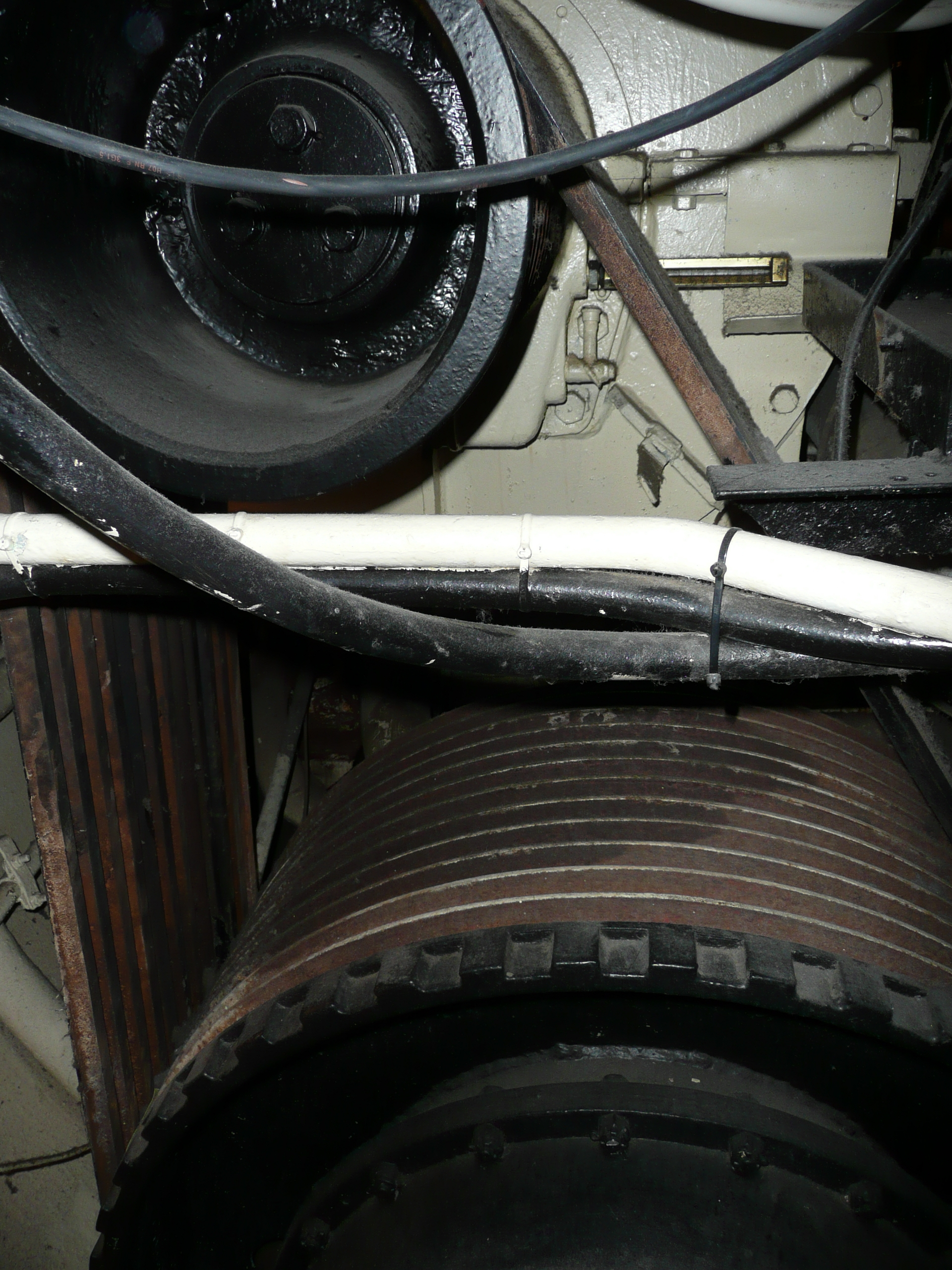
Silnik ruchu ekonomicznego (cichego) na niemieckim okręcie podwodnym typu XXI – „Wilhelm Bauer” (ex U 2540)

Silnik elektryczny ruchu ekonomicznego – na części spalinowo-elektrycznych okrętów podwodnych budowanych w latach 40. i 50. XX wieku stosowano poza głównymi silnikami elektrycznym dodatkowe silniki elektryczne małej mocy (tzw. creeping motor), zazwyczaj połączone z wałem napędowym przekładnią pasową i prostym sprzęgłem. Umożliwiały one pływanie podwodne z małą prędkością (rzędu 3 węzłów), przy niewielkim wydatku energii z baterii oraz, co najważniejsze, minimalnym poziomie hałasu zapewnianym przez giętkie mocowanie i niewielkie rozmiary. Użycie tego typu silników zapoczątkowano na niemieckich okrętach typów XXI (dwa SSW GW323/28 o mocy 323 KM) oraz XXIII pod koniec II wojny światowej, było kontynuowane na okrętach radzieckich (projekt 613 – dwa silniki PG-103 z przekładnią pasowo-klinową o mocy 50 KM). Wprowadzenie nowocześniejszego układu okrętu wzorowanego na USS Albacore i siłowni jednowałowej z nowocześniejszym, pojedynczym silnikiem elektrycznym zakończyło stosowanie osobnych silników ruchu ekonomicznego.